# John Plessington
John Plessington (Garstang, 1637 – Boughton, 19 luglio 1679) è stato un presbitero inglese; martirizzato sotto Carlo II, è venerato come santo della Chiesa cattolica e ricordato come uno dei Santi quaranta martiri di Inghilterra e Galles.

## Biografia
John Plessington nacque nel 1637 a Garstang, nel Nord-ovest dell'Inghilterra, figlio di Robert Plessington ed Alice Rawstone, entrambi cattolici. Il padre aveva sostenuto re Carlo I contro il Parlamento durante la guerra civile. Con la sconfitta del re fu messo in prigione e buona parte dei suoi beni gli vennero sequestrati. Nonostante ciò, decise che John sarebbe diventato un sacerdote cattolico.
Fu educato dai Gesuiti a Scariskbrick Hall, poi entrò in seminario al Collegio di Saint-Omer, nelle Fiandre; successivamente studiò al collegio di Sant'Albano di Valladolid. Fu ordinato sacerdote a Segovia il 25 marzo 1662.
Nell'aprile dell'anno successivo tornò in Inghilterra, dove fece opera d'apostolato a Holywell, nel Galles, e nella vicina contea del Cheshire, sotto i falsi nomi di John Scarisbrick e William Pleasington. Per sedici anni svolse la sua missione di sostegno spirituale ai cattolici. Fu ospitato da una famiglia devota a Puddington Hall, vicino a Chester. Fu proprio a Chester che Plessington fu arrestato nel pieno delle persecuzioni anti-cattoliche scatenate dal cosiddetto «complotto papista». Fu denunciato da tre rinnegati cattolici. Dopo due mesi di reclusione nel castello di Chester, nel maggio 1679 fu processato per alto tradimento, capo d'imputazione architettato ad hoc per condannare i cattolici. Venne condannato a morte in base all'«Editto n. 27» di Elisabetta I.
Il 19 luglio 1679 fu portato a Boughton, un sobborgo di Chester sull'argine del fiume Dee, luogo dell'esecuzione. Prima di salire sul patibolo si rivolse alla folla e disse: 
La sentenza fu eseguita per impiccagione, sventramento e squartamento. Dopo il supplizio, le membra sventrate furono cinicamente restituite alla famiglia. Il corpo, ricomposto, fu sepolto nel cimitero della chiesa di San Nicola a Burton, un villaggio della penisola di Wirral, che divenne meta di pellegrinaggi.

Alcuni paramenti a lui attribuiti sono conservati nella chiesa di San Vinifredo a Neston e un ritaglio di lino macchiato del suo sangue è esposto nella chiesa di San Francesco d'Assisi a Chester.

## Culto
John Plessington fu beatificato da Pio XI il 15 dicembre 1929 e fu canonizzato da Paolo VI il 25 ottobre 1970 insieme ad altri 39 martiri inglesi e gallesi.